# 林武烈
林武烈（英語：Lim Boo Liat，1926年8月21日—2020年7月11日），马来西亚华裔动物学家。一生为马来西亚的生物多样性保护做出了巨大贡献。2003年被授予美国哺乳动物学学会荣誉会员，是东南亚第一位、亚洲第四位获得该称号的学者。

## 生平
1926年8月21日生于雪蘭莪巴生。父亲是下南洋打工的中国人。他从小爱好自然，喜欢收集植物和观察昆虫。
二战结束后因为家庭经济拮据，他只好以打散工为生，包括卖菜。他曾到加厘岛（Pulau Carey）附近安装海水制盐的机械。在岛上的那段时间里，他跟随土著居民学习辨别动物的方法。
尽管没有接受过正规的高等教育，但他凭借在岛上学到的动物学知识，于1947年成为吉隆坡医学研究中心实验室临时工。他的第一项任务是研究动物的恙蟲病。1952年，在经过培训后，他从临时工转为升任为正式的实验室助理。他之后还进一步研究了小型哺乳动物和寄生虫，并在毕晓普博物馆的资助下参与了东南亚的旅行考察。期间还参与了马来西亚国家动物园的成立，以及二战后马来西亚自然学会的重建工作。
1959年，他获得了中英研究金信托奖学金，用了一年半的时间跟随英国牛津大学的查尔斯·艾尔顿教授和阿伯丁大学的乔治·邓内特教授研究动物生态学和哺乳动物分类学。1969年获得医学研究理事会奖学金，并在没有学士学位的情况下经过多名教授推荐，进入苏格兰阿伯丁大学攻读硕士学位。期间，他主要研究两栖动物生态、鼠疫控制及与陆生脊椎动物和寄生虫相关的人畜共通传染病。1972年重新回到吉隆坡医学研究中心，担任生态学研究部门主任。1977年获得马来西亚理科大学博士学位。同年被借调至世界卫生组织印尼办事处，主要负责应对东南亚和南太平洋国家的鼠传疾病。
1987年退休后，成为马来西亚政府野生动物和半岛国家公园部动物学名誉顾问，期间参与成立了小型动物研究实验室。他的主要著作包括《马来西亚半岛的毒蛇》（1979年），《原住民和动物的故事》（1981年）和《婆罗洲的乌龟》（1999年）等。2003年成为美国哺乳动物学学会荣誉会员。2013年获得马来西亚默迪卡奖（环境组），奖金50万令吉。
2020年7月11日，林武烈在蕉賴的家中逝世，享耆壽93歲。
2022年6月21日，Google馬來西亞更改首頁的Doodle，以紀念他獲得美國哺乳動物學學會榮譽會員的日子。